# Kevin Phillips
Kevin Phillips (* 25. červenec 1973, Hitchin) je bývalý anglický fotbalista, který nastupoval především na postu útočníka. V současnosti je trenérem v klubu Leicester City.
Za anglickou fotbalovou reprezentaci odehrál 8 zápasů, gól nevstřelil. Zúčastnil se mistrovství Evropy roku 2000, do bojů však nesasáhl.
V sezóně 1999/00 nastřílel v dresu Sunderlandu 30 ligových branek, čímž se stal nejen nejlepším střelcem tohoto ročníku anglické ligy, ale zajistilo mu to i trofej Zlatá kopačka pro nejlepšího ligového střelce Evropy, když nasbíral do soutěže o Zlatou kopačku 60 bodů (Mário Jardel v portugalské lize dal sice 38 gólů, ale protože portugalská liga měla nižší koeficient než anglická, získal méně bodů než Phillips). Je jediným Angličanem, který kdy Zlatou kopačku získal. Ve stejné sezóně byl vyhlášen nejlepším hráčem Premier League.
Hrál za Watford, Sunderland, Southampton, Aston Villu, West Bromwich Albion, Birmingham City, Blackpool, Crystal Palace a Leicester City.